# Thorn (U-Boot)
HMS Thorn (Kennung: N11) war ein U-Boot der britischen Royal Navy im Zweiten Weltkrieg. Das Kriegsschiff ging 1942 im Mittelmeer verloren.

## Geschichte
Die Thorn wurde am 20. Januar 1940 bei Cammell, Laird & Company in Birkenhead auf Kiel gelegt und lief am 18. März 1941 vom Stapel.  Am 26. August 1941 wurde sie in Dienst gestellt. Zwischen Ende 1941 und Sommer 1942 wurde das U-Boot im Mittelmeer eingesetzt. Die Thorn konnte in dieser Zeit fünf Versenkungen erzielen (zwei Tanker, ein Transportschiff, ein Hilfspatrouillenboot, ein U-Boot).
So versenkte die Thorn am 30. Dezember 1941 mittels Torpedo fünf Seemeilen westlich von Kap Dukato bei 38° 35′ N, 10° 27′ O den deutschen Tanker Campina mit 3032 BRT.
Am 28. Januar 1942 konnte sie vor Kap Planka (Jugoslawien) bei 43° 30′ N, 15° 55′ O einen weiteren Tanker mit Torpedos versenken, die italienische Ninuccia (4583 BRT). Zwei Tage später, am 30. Januar 1942 versenkte die Thorn nahe Premantura bei 44° 45′ N, 13° 56′ O das italienische U-Boot Medusa (599 ts). Vor Kefalonia konnte am 5. März 1942 mit dem Deckgeschütz das italienische Hilfspatrouillenboot AS 91/Ottavia (259 BRT) versenkt werden. Der letzte Kampferfolg der Thorn war am 3. August 1942 die Torpedierung und Versenkung des italienischen Transporters Monviso (5322 BRT) acht Seemeilen vor Sidi Sueicha (Libyen).
Am 6. August 1942 griff das britische U-Boot 30 Seemeilen südwestlich der griechischen Insel Gavdos bei 34° 25′ N, 22° 36′ O einen italienischen Geleitzug an. Während des Angriffes wurde die Thorn von einem Flugzeug entdeckt und mit Bordwaffen beschossen. Anschließend griff das italienische Torpedoboot Pegaso mit sieben Wasserbombensalven an, wobei das U-Boot wahrscheinlich versenkt wurde. Nach dem letzten Angriff verlor das italienische Geleitfahrzeug den Sonarkontakt zu seinem Ziel. Die Thorn wurde am 11. August offiziell für vermisst erklärt. Es gab keine Überlebenden.
Kommandant der Thorn war während der gesamten Dienstzeit (vom 27. Juni 1941 bis 6. August 1942) Lt.Cdr. Robert Galliano Norfolk.